# پنیگزهل
پنیگزهل (به آلمانی: Pennigsehl) یک شهر در آلمان است که در نینبورگ واقع شده‌است. پنیگزهل ۱٬۳۲۲ نفر جمعیت دارد.